# 想象 (萨特)
《想象》（法语：L'Imagination）是法国哲学家让-保罗·萨特的一部散文作品，内容是关于想象的功能及其含义，1940年在巴黎发表。
萨特描述了想象（imagination或l'imaginaire）未发挥的巨大作用。
- 肯定。
- 想象的家族。
- 想象在心灵生活中的作用。
- 想象的生活。